# Audry (Sormonne)
Die Audry ist ein rund 20 Kilometer langer Fluss in Frankreich, der im Département Ardennes in der Region Grand Est verläuft. Sie ist ein rechter und westlicher Zufluss der Sormonne.

## Geographie

### Verlauf
Die Audry entspringt unter dem Namen Praelle im Gemeindegebiet von Marlemont, entwässert generell in östlicher Richtung durch den Regionalen Naturpark Ardennen und mündet nach etwa 20 Kilometern an der Gemeindegrenze von Sormonne und Remilly-les-Pothées als rechter Nebenfluss in die Sormonne. Im Mündungsabschnitt unterquert sie sie Autobahn A 304.

### Zuflüsse
Zuflüsse der Audry von der Quelle zur Mündung mit Längenangaben nach Sandre (gerundet auf eine Nachkommastelle)
- Ruisseau la Valine (links), 1,5 km
- Ruisseau de Belzy (links), 3,1 km
- Ruisseau du Moulin de l'Echelle (links), 1,6 km
- Ruisseau Longue (links), 2,5 km
- Ruisseau de Sonru (rechts), 1,9 km
- Ruisseau de la Chapelle (rechts), 2,0 km

### Orte
Orte an der Audry von der Quelle zur Mündung
- Logny-Bogny
- Aubigny-les-Pothées
- Rouvroy-sur-Audry